# Ubih nyelv
Az ubih nyelv (saját elnevezése: IPA /t°axə/, „twakhö” vagy /a-t°axə-bza/ „atwakhöbza”) a kaukázusi nyelvcsalád északnyugati ágába tartozó poliszintetikus agglutináló nyelv volt; az utolsó beszélője, Tevfik Esenç 1992-ben hunyt el. A nyelvet Törökországban beszélték az Isztambul melletti Haci Osman faluban; egy évszázada még kb. 50 000 beszélője volt. Írásbeliséggel nem rendelkezett, kihalása előtt Georges Dumézil (1898–1986) francia keletkutató jegyezte fel.

## Jellemzői

### Hangtan
A kaukázusi nyelvek legfontosabb hangtani jellemzője a nagyszámú mássalhangzó és a kevés magánhangzó-fonéma. Az ubih nyelv rendelkezik az egyik legtöbb, 84 mássalhangzó-fonémával, míg a magánhangzó-fonémák száma mindössze kettő: /a, ə/, amelyeknek hangkörnyezetüktől függően számos ejtésváltozatuk (allofónjuk) lehetséges. Vitatott az is, hogy az elmosódott ö-szerű hang („schwa”) ténylegesen fonéma-e, vagy csupán a mássalhangzó-torlódások feloldására szolgáló ún. kötőhang: ebben az esetben mindössze egyetlen valódi magánhangzó van a nyelvben, az /a/. A mássalhangzó-állományt az alábbi táblázat mutatja be.
|                    |                   | Labiális | Labiális | Alveoláris | Alveoláris | Posztalveoláris | Posztalveoláris | Alveolo-palatális | Alveolo-palatális | Retroflex | Veláris | Veláris | Veláris | Veláris | Uvuláris | Uvuláris | Uvuláris     | Uvuláris | Uvuláris | Glottális |
| sima               | far.              | sima     | lab.     | sima       | lab.       | sima            | lab.            | lab.              | sima              | Retroflex | lab.    | far.    | pal.    | sima    | lab.     | far.     | far. és lab. |          |          | Glottális |
| ------------------ | ----------------- | -------- | -------- | ---------- | ---------- | --------------- | --------------- | ----------------- | ----------------- | --------- | ------- | ------- | ------- | ------- | -------- | -------- | ------------ | -------- | -------- | --------- |
| Felpattanó zárhang | zöngétlen         | p        | pˁ       | t          | tʷ         |                 |                 |                   |                   |           | kʲ      | k       | kʷ      |         | qʲ       | q        | qʷ           | qˁ       | qˁʷ      |           |
| Felpattanó zárhang | zöngés            | b        | bˁ       | d          | dʷ         |                 |                 |                   |                   |           | ɡʲ      | ɡ       | ɡʷ      |         |          |          |              |          |          |           |
| Felpattanó zárhang | ejektív           | pʼ       | pˁʼ      | tʼ         | tʷʼ        |                 |                 |                   |                   |           | kʲʼ     | kʼ      | kʷʼ     |         | qʲʼ      | qʼ       | qʷʼ          | qˁʼ      | qˁʷʼ     |           |
| Affrikáta          | zöngétlen         |          |          | t͡s         |            | t͡ʃ              |                 | t͡ɕ                | t͡ɕʷ               | ʈʂ        |         |         |         |         |          |          |              |          |          |           |
| Affrikáta          | zöngés            |          |          | d͡z         |            | d͡ʒ              |                 | d͡ʑ                | d͡ʑʷ               | ɖʐ        |         |         |         |         |          |          |              |          |          |           |
| Affrikáta          | ejektív           |          |          | t͡sʼ        |            | t͡ʃʼ             |                 | t͡ɕʼ               | t͡ɕʷʼ              | ʈʂʼ       |         |         |         |         |          |          |              |          |          |           |
| Réshang            | zöngétlen         | f        |          | s          |            | ʃ               | ʃʷ              | ɕ                 | ɕʷ                | ʂ         |         | x       |         |         | χʲ       | χ        | χʷ           | χˁ       | χˁʷ      | h         |
| Réshang            | zöngés            | v        | vˁ       | z          |            | ʒ               | ʒʷ              | ʑ                 | ʑʷ                | ʐ         |         | ɣ       |         |         | ʁʲ       | ʁ        | ʁʷ           | ʁˁ       | ʁˁʷ      |           |
| Orrhang            | Orrhang           | m        | mˁ       | n          |            |                 |                 |                   |                   |           |         |         |         |         |          |          |              |          |          |           |
| Közelítőhang       | Közelítőhang      |          |          |            |            |                 |                 |                   |                   |           | j       |         | w       | wˁ      |          |          |              |          |          |           |
| Pergőhang          | Pergőhang         |          |          | r          |            |                 |                 |                   |                   |           |         |         |         |         |          |          |              |          |          |           |
| Oldalréshang       | zöngétlen réshang |          |          | ɬ          |            |                 |                 |                   |                   |           |         |         |         |         |          |          |              |          |          |           |
| Oldalréshang       | ejektív réshang   |          |          | ɬʼ         |            |                 |                 |                   |                   |           |         |         |         |         |          |          |              |          |          |           |
| Oldalréshang       | Közelítőhang      |          |          | l          |            |                 |                 |                   |                   |           |         |         |         |         |          |          |              |          |          |           |

Rövidítések
- far. – faringizált mássalhangzó: hangszalagzárral kell ejteni (ejtése után rövid szünetet jelent);
- lab. – labializált mássalhangzó: ejtése közben az ajkakat kerekíteni kell (egy rövid félhangzós u-val – [w] – együtt kell kiejteni);
- pal. – palatalizált mássalhangzó: egy gyenge j-vel együtt kell kiejteni.

### Nyelvtan
A többi kaukázusi nyelvhez és a baszkhoz hasonlóan az ubih agglutináló, poliszintetikus, ergatív nyelv, szigorúan kötött szórenddel. Az ige és a névszó között gyenge a különbség, létezik a névszói állítmány kategória. A birtokot előragok mutatják; az igei személyragok majdnem teljesen azonosak a birtokos személyragokkal. A névszóragozásban két eset van: közvetlen (casus rectus), amely az alanyt vagy a tárgyat jelöli, valamint közvetett (casus obliquus), amely bármely más mondatrészt.

## Nyelvi példák

### Számok
A tőszámnevek 1-től 10-ig, IPA-átírással, illetve megközelítő magyar kiejtéssel (w = nagyon rövid u-szerű v; gh = zöngés h, a g és h közötti hang; kh = erős, torokban ejtett h):
1. /za/ zá
2. /tˤqˤ°a/ t-k-wá
3. /ʂa/ szá (susogó sz-szel ejtve)
4. /pˤʎˤə/ p-lj-ö
5. /š'χə/ sjkhö
6. /fə/ fö
7. /blə/ blö
8. /ɣ°a/ ghwá
9. /bɣ°'ə/ bghjwö
10. /ʐ°ə/ zwö

### Hangfelvétel
Ubih nyelvű hangfelvétel Tevfik Esençtől, Georges Dumézil francia kutató gyűjteményéből

## Külső hivatkozások
- Az Ethnologue adatjelentése az ubih nyelvről
- Ubih hangarchívum